# Dawenkou-Kultur

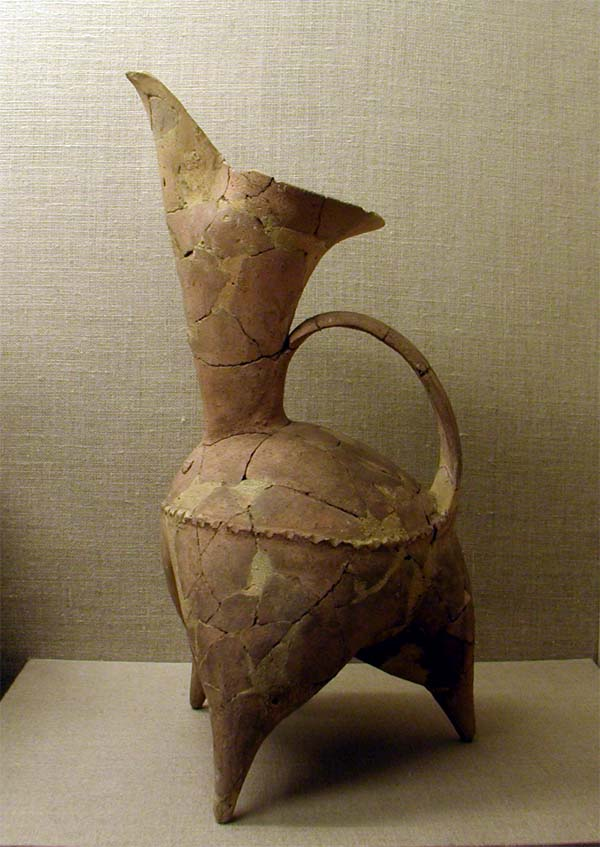
Gui der Dawenkou-Kultur

Mit Dawenkou-Kultur (chinesisch 大汶口文化, Pinyin Dàwènkǒu wénhuà) wird eine Gruppe neolithischer Gemeinschaften in Shandong sowie Anhui, Henan und Jiangsu (alle in der heutigen Volksrepublik China) bezeichnet. Die Kultur existierte etwa von 4100 v. Chr. bis 2600 v. Chr. neben der Yangshao-Kultur. Es wurden Artefakte aus Irdenware, Türkis, Jadeit und Elfenbein gefunden.
Im Allgemeinen unterteilen die Archäologen die Dawenkou-Kultur in drei Phasen: eine frühe (4.100–3.500 v. Chr.), eine mittlere (3.500–3.000 v. Chr.) und eine späte (3.000–2.600 v. Chr.) Phase. Die frühe Phase zeigt sehr egalitäre Grabbeigaben, gekennzeichnet durch Becher mit langem Hals (鬹, gui). In der mittleren Phase überwiegt die Quantität der Beigaben ihre Vielfalt. In der Spätphase wurden zunehmend hölzerne Särge genutzt.
Die namensgebende Dawenkou-Stätte (in der Provinz Shandong) steht seit 1982 auf der Liste der Denkmäler der Volksrepublik China.